# Ausztria az Eurovíziós Dalfesztiválokon
Ausztria eddig ötvenhét alkalommal vett részt az Eurovíziós Dalfesztiválon.
Az osztrák műsorsugárzó az Österreichischer Rundfunk, amely 1953 óta tagja az Európai Műsorsugárzók Uniójának, és 1957-ben csatlakozott a versenyhez.
Ausztria eddig három alkalommal, 1966-ban, 2014-ben és 2025-ben aratott győzelmet.

## Története

### Évről évre
Ausztria már az első, 1956-os Eurovíziós Dalfesztiválra is jelentkezett, de végül nem vettek részt, hanem egy évvel később, 1957-ben debütáltak. Első részvételükön az utolsó helyen végeztek, ezt a későbbi években még hat másik követte.
Az ország első győzelmét 1966-ban Udo Jürgens érte el, sorozatban harmadik szereplésekor. A győzelemnek köszönhetően 1967-ben Bécsben rendezték a versenyt. Később már nem tudtak ötödiknél jobb helyet elérni, egészen 2014-ig, amikor ismét a dobogó felső fokára állhattak.
1969-ben Ausztria nem vett részt a Spanyolországban rendezett versenyen Francisco Franco elleni tüntetésként. A következő versenyt a skandináv országokkal, illetve Portugáliával közösen bojkottálták, az előző évi négyes holtverseny miatt. 1972 után ismét visszaléptek, és csak 1976-ban tértek vissza. Ezután folyamatosan versenyeztek, de csak ritkán sikerült az első tízben végezniük.
Az 1993 és 2003 között érvényben lévő kieséses rendszer alatt 1998-ban és 2001-ben nem vehettek részt az előző évek rossz eredményei miatt. 2003-ban Alf Poier komikus előadásával a hatodik helyen végeztek, és a jó eredménynek köszönhetően a következő évben automatikusan döntősök voltak. A 2004-ben bevezetett elődöntőben kétszer, 2005-ben és 2007-ben vettek részt, mindkétszer sikertelenül, ezután az ORF visszalépett a versenytől. A visszalépés okaként Edgar Böhm, az ORF szórakoztató főszerkesztőségének vezetője a szavazás igazságtalanságát nevezte meg.

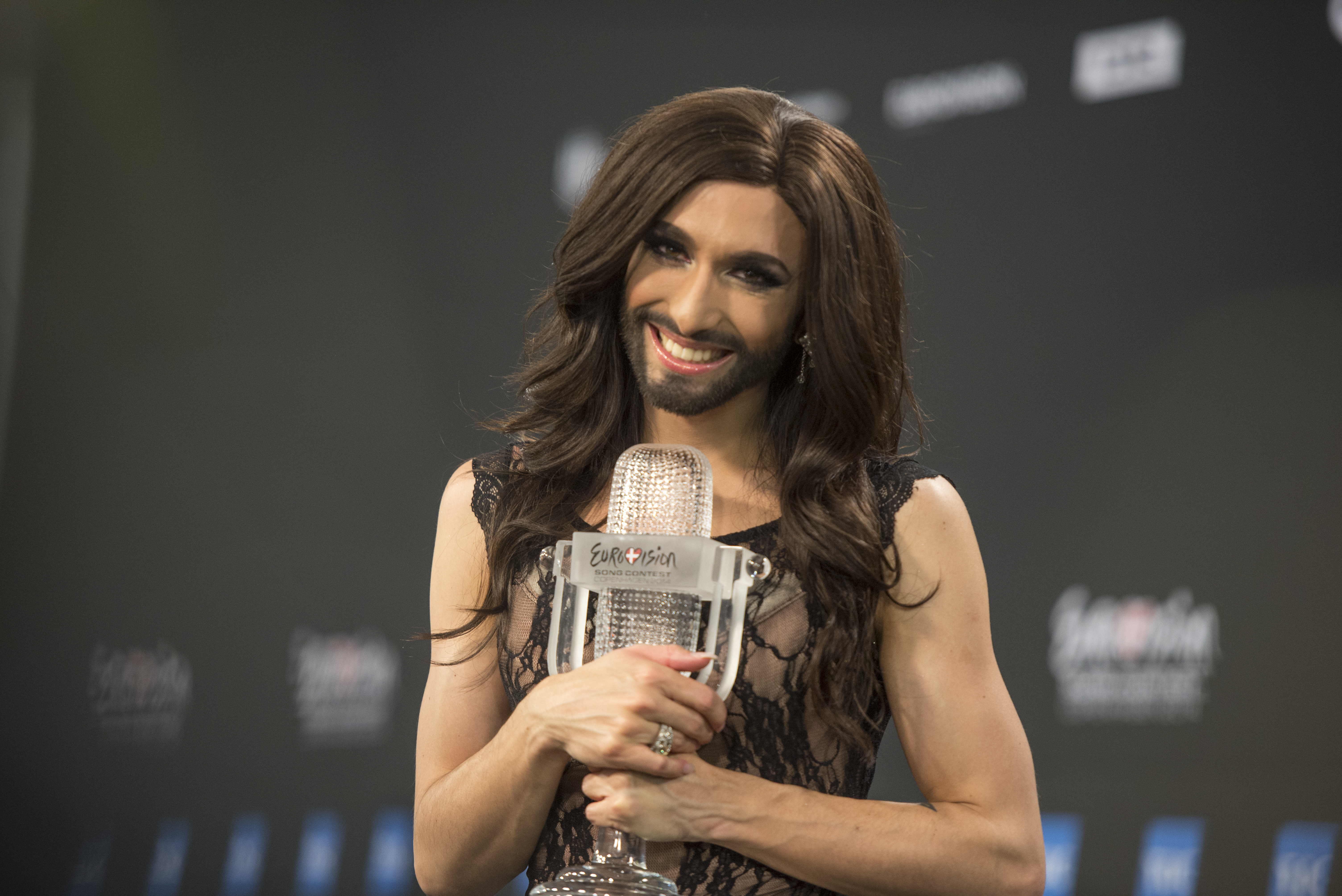
Conchita Wurst, a 2014-es dalfesztivál győztese a döntő utáni sajtótájékoztatón

A 2010-es versenyen elért német győzelem után a visszatérés mellett döntöttek, ekkor első alkalommal tudtak továbbjutni az elődöntőből. 2012-ben ismét kiestek az elődöntőben, ahol mindössze 8 ponttal az utolsó helyen végeztek. 2013-ban sem sikerült továbbjutniuk. 2014-ben Conchita Wurstnak köszönhetően megszerezték második győzelmüket, azonban a következő évben a hazai rendezésű versenyen az utolsó helyen végeztek 0 ponttal. 2016-ban és 2017-ben sikerült kvalifikálniuk magukat a döntőbe, ahol a tizenharmadik és tizenhatodik helyet érték el. 2018-ban pedig, a dobogó harmadik fokára léphettek fel. Öt év után 2019-ben ismét nem sikerült továbbjutniuk, utolsóelőtti helyen végeztek az elődöntőben.
2020-ban Vincent Bueno képviselte volna az országot, azonban március 18-án az Európai Műsorsugárzók Uniója bejelentette, hogy 2020-ban nem tudják megrendezni a versenyt a COVID–19-koronavírus-világjárvány miatt. Az osztrák műsorsugárzó jóvoltából végül újabb lehetőséget kapott az ország képviseletére a következő évben. Az énekesnek végül nem sikerült továbbjutnia a döntőbe, összesítésben tizenkettedik helyen végeztek. 2022-ben sem jutottak tovább, ekkor tizenötödikek lettek. 2023-ban Teya és Salena továbbjutottak a döntőbe, ahol tizenötödik helyen végeztek. 2024-ben az utolsó előtti helyen végeztek a döntőben. 2025-ben JJ megszerezte az ország harmadik győzelmét. Versenydala a Wasted Love 436 pontot gyűjtött össze (258-at a szakmai zsűritől, 178-at a nézői szavazáson), ezzel a 2026-os Eurovíziós Dalfesztivál rendezési jogát is elnyerte Ausztria számára.

### Nyelvhasználat
Ausztria eddigi ötvenhét versenydalából harmincnyolc német nyelven, tizenhat angol nyelven, egy francia nyelven, két kevert nyelven: egy német és angol, egy pedig angol és spanyol nyelven hangzott el. A német dalok közül négyet adtak elő valamilyen dialektusban: az 1971-es dal bécsi, az 1996-os vorarlbergi, a 2003-as stájeri, a 2012-es pedig bajor nyelvváltozat volt.
A dalverseny első éveiben nem vonatkozott semmilyen szabályozás a nyelvhasználatra. Ekkor egyszer, 1963-ban neveztek angol és német kevert nyelvű dallal. 1966-tól az EBU bevezette azt a szabályt, hogy mindegyik dalt az adott ország egyik hivatalos nyelvén kell előadni, vagyis Ausztria indulóinak német nyelven. Ezt a szabályt 1973 és 1976 között rövid időre eltörölték. Bár Ausztria ezekben az években csak egyszer vett részt, ekkor küldték első teljesen angol nyelvű dalukat.
A nyelvhasználatot korlátozó szabályt 1999-ben véglegesen eltörölték, ezután főleg angol nyelvű dalokkal neveztek, kivéve 2003-ban, 2004-ben és 2012-ben, amikor német nyelvű dallal szerepeltek, 2005-ben angol és spanyol kevert nyelvű dallal, valamint 2016-ban francia nyelvű dallal..

### Nemzeti döntő

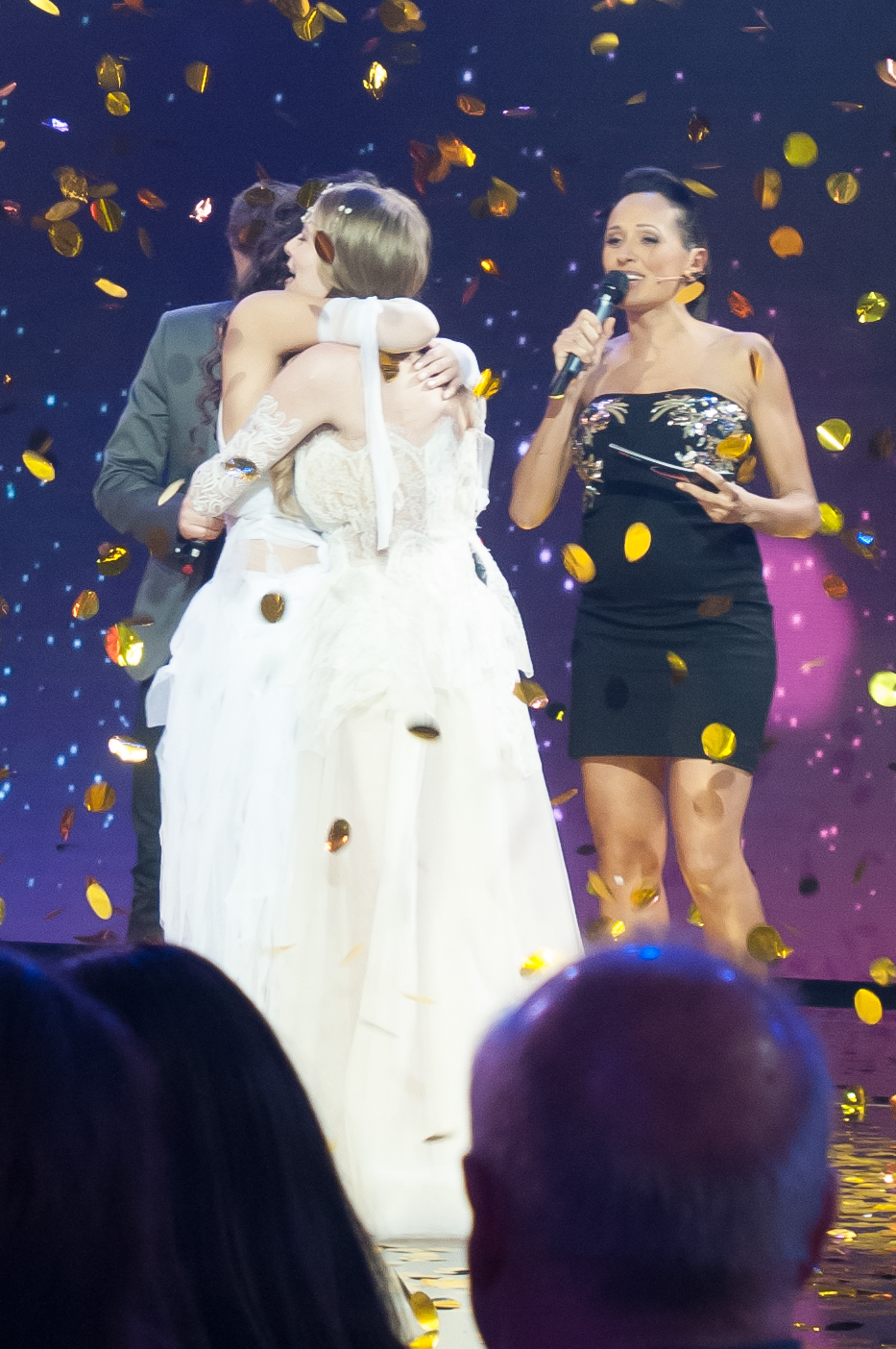
Zoë, a 2016-os nemzeti döntő győztese

Ausztriában nem alakult ki hagyományos, minden évben megrendezett nemzeti válogató. Az osztrák induló kilétét vagy nemzeti döntő segítségével, vagy nemzeti döntő nélküli belső kiválasztással döntötték el.
Kezdetekben az ORF belső kiválasztással döntötte el, hogy ki képviselje az országot a versenyen, és egészen 1981-ig kellett várni az első osztrák nemzeti döntőre. Ekkor Marty Brem három dalt énekelt, melyek közül a nézők választották ki a győztest. A következő években is rendeztek nemzeti döntőt, ekkor már tizenkettő előadó részvételével. 
Az 1984-es utolsó hely után ismét a belső kiválasztás mellett döntöttek. 1990-ben rendeztek újra nemzeti döntőt, de az eredeti győztest kizárták miután kiderült, hogy a dal már az 1988-as német selejtezőben is szerepelt.
1991-ben és 1994-ben rendeztek még hasonló, több előadó részvételével megrendezett nemzeti válogatót, 1993-ban pedig mindegyik dalt Tony Wegas énekelte. A következő néhány évben ismét nemzeti döntő nélkül választották ki az osztrák indulót, egészen 2002-ig. 2002 és 2005 között minden évben rendeztek nemzeti döntőt, majd Ausztria, 2007-es indulójáról újra belső kiválasztással döntöttek. A 2011-es visszatérésükkor ismét rendeztek nemzeti döntőt, "Guten Morgen Düsseldorf" névvel. 2012-ben és 2013-ban "Österreich rockt den Song Contest" néven tartott nemzeti döntőn választották ki az osztrák indulót, míg 2014-ben a köztelevízió kérte fel Conchita Wurstot Ausztria képviseletére. 
Második győzelmük után 2015-ben és 2016-ban egy új nemzeti döntő segítségével választották ki előadójukat és dalukat, melynek címe "Wer singt für Österreich?" volt. 2017 és 2025 között azonban ismét belső kiválasztással választották ki képviselőiket. Harmadik győzelmük utáni évben, 2026-ban ismét nemzeti döntőt alkalmaznak képviselőjük kiválasztásához.

## Résztvevők
| Év   | Előadó                | Dal                                 | Magyar fordítás                      | Döntő                   | Pontszám                | Elődöntő             | Pontszám             |
| ---- | --------------------- | ----------------------------------- | ------------------------------------ | ----------------------- | ----------------------- | -------------------- | -------------------- |
| 1957 | Bob Martin            | Wohin, kleines Pony?                | Hová, kicsi póniló?                  | 10.                     | 3                       | Nem volt elődöntő    | Nem volt elődöntő    |
| 1958 | Liane Augustin        | Die ganze Welt braucht Liebe        | Az egész világ szerelemre vágyik     | 5.                      | 8                       | Nem volt elődöntő    | Nem volt elődöntő    |
| 1959 | Ferry Graf            | Der K und K Kalypso aus Wien        | A bécsi császári és királyi Kalypso  | 9.                      | 4                       | Nem volt elődöntő    | Nem volt elődöntő    |
| 1960 | Harry Winter          | Du hast mich so fasziniert          | Annyira elkápráztattál engem         | 7.                      | 6                       | Nem volt elődöntő    | Nem volt elődöntő    |
| 1961 | Jimmy Makulis         | Sehnsucht                           | Vágyódás                             | 15.                     | 1                       | Nem volt elődöntő    | Nem volt elődöntő    |
| 1962 | Eleonore Schwarz      | Nur in der Wiener Luft              | Csak a bécsi levegőben               | 13.                     | 0                       | Nem volt elődöntő    | Nem volt elődöntő    |
| 1963 | Carmela Corren        | Vielleicht geschieht ein Wunder     | Talán csoda történik                 | 7.                      | 16                      | Nem volt elődöntő    | Nem volt elődöntő    |
| 1964 | Udo Jürgens           | Warum nur, warum?                   | Miért, csak miért?                   | 6.                      | 11                      | Nem volt elődöntő    | Nem volt elődöntő    |
| 1965 | Udo Jürgens           | Sag ihr, ich laß sie grüßen         | Mondd meg neki, hogy üdvözlöm        | 4.                      | 16                      | Nem volt elődöntő    | Nem volt elődöntő    |
| 1966 | Udo Jürgens           | Merci, Chérie                       | Köszönöm drágám                      | 1.                      | 31                      | Nem volt elődöntő    | Nem volt elődöntő    |
| 1967 | Peter Horton          | Warum es hunderttausend Sterne gibt | Miért van százezernyi csillag?       | 14.                     | 2                       | Nem volt elődöntő    | Nem volt elődöntő    |
| 1968 | Karel Gott            | Tausend Fenster                     | Ezernyi ablak                        | 13.                     | 2                       | Nem volt elődöntő    | Nem volt elődöntő    |
|      |                       |                                     |                                      |                         |                         | Nem volt elődöntő    | Nem volt elődöntő    |
| 1971 | Marianne Mendt        | Musik                               | Zene                                 | 16.                     | 66                      | Nem volt elődöntő    | Nem volt elődöntő    |
| 1972 | Milestones            | Falter im Wind                      | Pillangó a szélben                   | 5.                      | 100                     | Nem volt elődöntő    | Nem volt elődöntő    |
|      |                       |                                     |                                      |                         |                         | Nem volt elődöntő    | Nem volt elődöntő    |
| 1976 | Waterloo és Robinson  | My Little World                     | Az én kis világom                    | 5.                      | 80                      | Nem volt elődöntő    | Nem volt elődöntő    |
| 1977 | Schmetterlinge        | Boom Boom Boomerang                 | Bumm bumm bumeráng                   | 17.                     | 11                      | Nem volt elődöntő    | Nem volt elődöntő    |
| 1978 | Springtime            | Mrs. Caroline Robinson              | —                                    | 15.                     | 14                      | Nem volt elődöntő    | Nem volt elődöntő    |
| 1979 | Christina Simon       | Heute in Jerusalem                  | Ma Jeruzsálemben                     | 18.                     | 5                       | Nem volt elődöntő    | Nem volt elődöntő    |
| 1980 | Blue Danube           | Du bist Musik                       | Te vagy a zene                       | 8.                      | 64                      | Nem volt elődöntő    | Nem volt elődöntő    |
| 1981 | Marty Brem            | Wenn du da bist                     | Amikor itt vagy                      | 17.                     | 20                      | Nem volt elődöntő    | Nem volt elődöntő    |
| 1982 | Mess                  | Sonntag                             | Vasárnap                             | 9.                      | 57                      | Nem volt elődöntő    | Nem volt elődöntő    |
| 1983 | Westend               | Hurricane                           | Forgószél                            | 9.                      | 53                      | Nem volt elődöntő    | Nem volt elődöntő    |
| 1984 | Anita                 | Einfach weg                         | Csak menj                            | 19.                     | 5                       | Nem volt elődöntő    | Nem volt elődöntő    |
| 1985 | Gary Lux              | Kinder dieser Welt                  | A világ gyermekei                    | 8.                      | 60                      | Nem volt elődöntő    | Nem volt elődöntő    |
| 1986 | Timna Brauer          | Die Zeit ist einsam                 | Az idő magányos                      | 18.                     | 12                      | Nem volt elődöntő    | Nem volt elődöntő    |
| 1987 | Gary Lux              | Nur noch Gefühl                     | Csak érzések                         | 20.                     | 8                       | Nem volt elődöntő    | Nem volt elődöntő    |
| 1988 | Wilfried              | Lisa Mona Lisa                      | Lisa, Mona Lisa                      | 21.                     | 0                       | Nem volt elődöntő    | Nem volt elődöntő    |
| 1989 | Thomas Forstner       | Nur ein Lied                        | Csak egy dal                         | 5.                      | 97                      | Nem volt elődöntő    | Nem volt elődöntő    |
| 1990 | Simone                | Keine Mauern mehr                   | Nincsenek többé falak                | 10.                     | 58                      | Nem volt elődöntő    | Nem volt elődöntő    |
| 1991 | Thomas Forstner       | Venedig im Regen                    | Velence az esőben                    | 22.                     | 0                       | Nem volt elődöntő    | Nem volt elődöntő    |
| 1992 | Tony Wegas            | Zusammen geh’n                      | Menjünk együtt                       | 10.                     | 63                      | Nem volt elődöntő    | Nem volt elődöntő    |
| 1993 | Tony Wegas            | Maria Magdalena                     | Mária Magdolna                       | 14.                     | 32                      | Nem volt elődöntő    | Nem volt elődöntő    |
| 1994 | Petra Frey            | Für den Frieden der Welt            | A világ békéjéért                    | 17.                     | 19                      | Nem volt elődöntő    | Nem volt elődöntő    |
| 1995 | Stella Jones          | Die Welt dreht sich verkehrt        | Rossz irányba forog a Föld           | 13.                     | 67                      | Nem volt elődöntő    | Nem volt elődöntő    |
| 1996 | George Nussbaumer     | Weil’s dr guat got                  | Jól megy most neked                  | 10.                     | 68                      | Nem volt elődöntő    | Nem volt elődöntő    |
| 1997 | Bettina Soriat        | One Step                            | Egy lépés                            | 21.                     | 12                      | Nem volt elődöntő    | Nem volt elődöntő    |
|      |                       |                                     |                                      |                         |                         | Nem volt elődöntő    | Nem volt elődöntő    |
| 1999 | Bobbie Singer         | Reflection                          | Tükörkép                             | 10.                     | 65                      | Nem volt elődöntő    | Nem volt elődöntő    |
| 2000 | The Rounder Girls     | All to You                          | Mind neked                           | 14.                     | 24                      | Nem volt elődöntő    | Nem volt elődöntő    |
|      |                       |                                     |                                      |                         |                         | Nem volt elődöntő    | Nem volt elődöntő    |
| 2002 | Manuel Ortega         | Say a Word                          | Mondj egy szót                       | 18.                     | 26                      | Nem volt elődöntő    | Nem volt elődöntő    |
| 2003 | Alf Poier             | Weil der Mensch zählt               | Mert az ember számol                 | 6.                      | 101                     | Nem volt elődöntő    | Nem volt elődöntő    |
| 2004 | Tie Break             | Du bist                             | Te vagy                              | 21.                     | 9                       | Automatikusan döntős | Automatikusan döntős |
| 2005 | Global Kryner         | Y así                               | Így                                  | Nem jutott be a döntőbe | Nem jutott be a döntőbe | 21.                  | 30                   |
|      |                       |                                     |                                      |                         |                         |                      |                      |
| 2007 | Eric Papilaya         | Get a Life – Get Alive              | Tedd magad hasznossá – Éld az életed | Nem jutott be a döntőbe | Nem jutott be a döntőbe | 27.                  | 4                    |
|      |                       |                                     |                                      |                         |                         |                      |                      |
| 2011 | Nadine Beiler         | The Secret Is Love                  | A szerelem a titok                   | 18.                     | 64                      | 7.                   | 69                   |
| 2012 | Trackshittaz          | Woki mit deim Popo                  | Rázd a feneked                       | Nem jutott be a döntőbe | Nem jutott be a döntőbe | 18.                  | 8                    |
| 2013 | Natália Kelly         | Shine                               | Ragyogás                             | Nem jutott be a döntőbe | Nem jutott be a döntőbe | 14.                  | 27                   |
| 2014 | Conchita Wurst        | Rise Like a Phoenix                 | Felemelkedni, mint egy főnix         | 1.                      | 290                     | 1.                   | 169                  |
| 2015 | The Makemakes         | I Am Yours                          | A tiéd vagyok                        | 26.                     | 0                       | Automatikusan döntős | Automatikusan döntős |
| 2016 | Zoë                   | Loin d’ici                          | Messze innen                         | 13.                     | 151                     | 7.                   | 170                  |
| 2017 | Nathan Trent          | Running on Air                      | Levegőn futás                        | 16.                     | 93                      | 7.                   | 147                  |
| 2018 | Cesár Sampson         | Nobody but You                      | Senki más, csak te                   | 3.                      | 342                     | 4.                   | 231                  |
| 2019 | Pænda                 | Limits                              | Határok                              | Nem jutott be a döntőbe | Nem jutott be a döntőbe | 17.                  | 21                   |
| 2020 | Vincent Bueno         | Alive                               | Élek                                 | Elmaradt a verseny      | Elmaradt a verseny      | Elmaradt a verseny   | Elmaradt a verseny   |
| 2021 | Vincent Bueno         | Amen                                | Ámen                                 | Nem jutott be a döntőbe | Nem jutott be a döntőbe | 12.                  | 66                   |
| 2022 | LUM!X feat. Pia Maria | Halo                                | Glória                               | Nem jutott be a döntőbe | Nem jutott be a döntőbe | 15.                  | 42                   |
| 2023 | Teya & Salena         | Who the Hell Is Edgar?              | Ki a fene az az Edgar?               | 15.                     | 120                     | 2.                   | 137                  |
| 2024 | Kaleen                | We Will Rave                        | Tombolni fogunk                      | 24.                     | 24                      | 9.                   | 46                   |
| 2025 | JJ                    | Wasted Love                         | Eltékozolt szerelem                  | 1.                      | 436                     | 5.                   | 104                  |
| 2026 | 2026 február          | 2026 február                        |                                      |                         |                         | Automatikusan döntős | Automatikusan döntős |

## Szavazástörténet

### 1957–2025
| Hely | Ország       | Pont |
| ---- | ------------ | ---- |
| 1.   | Svájc        | 82   |
| 2.   | Hollandia    | 77   |
| 3.   | Horvátország | 72   |
| 4.   | Szerbia      | 59   |
| 5.   | Dánia        | 53   |
| 6.   | Izrael       | 52   |
| 7.   | Oroszország  | 51   |
| 8.   | Örményország | 50   |
| 9.   | Bulgária     | 49   |
| 10.  | Románia      | 48   |

| Hely | Ország      | Pont |
| ---- | ----------- | ---- |
| 1.   | Svájc       | 72   |
| 2.   | Izrael      | 56   |
| 3.   | Litvánia    | 54   |
| 4.   | Finnország  | 53   |
| 5.   | Észtország  | 51   |
| 6.   | Írország    | 49   |
| 7.   | Dánia       | 46   |
| 8.   | Izland      | 45   |
| 9.   | Bulgária    | 44   |
| 10.  | Görögország | 44   |

Ausztria még sosem adott pontot az elődöntőben a következő országoknak: Andorra, Monaco és Montenegró
Ausztria még sosem kapott pontot az elődöntőben a következő országoktól: Monaco, Montenegró és Törökország
| Hely | Ország             | Pont |
| ---- | ------------------ | ---- |
| 1.   | Egyesült Királyság | 216  |
| 2.   | Svédország         | 213  |
| 3.   | Svájc              | 188  |
| 4.   | Olaszország        | 183  |
| 5.   | Franciaország      | 179  |
| 6.   | Írország           | 177  |
| 7.   | Németország        | 170  |
| 8.   | Hollandia          | 150  |
| 9.   | Izrael             | 110  |
| 10.  | Dánia              | 94   |

| Hely | Ország             | Pont |
| ---- | ------------------ | ---- |
| 1.   | Belgium            | 148  |
| 2.   | Egyesült Királyság | 133  |
| 3.   | Németország        | 119  |
| 4.   | Írország           | 119  |
| 5.   | Svájc              | 109  |
| 6.   | Dánia              | 108  |
| 7.   | Spanyolország      | 108  |
| 8.   | Svédország         | 107  |
| 9.   | Franciaország      | 107  |
| 10.  | Hollandia          | 104  |

Ausztria még sosem adott pontot a döntőben a következő országoknak: Grúzia, Montenegró, Marokkó, San Marino és Szlovákia
Ausztria még sosem kapott pontot a döntőben a következő országtól: Andorra

## Rendezések

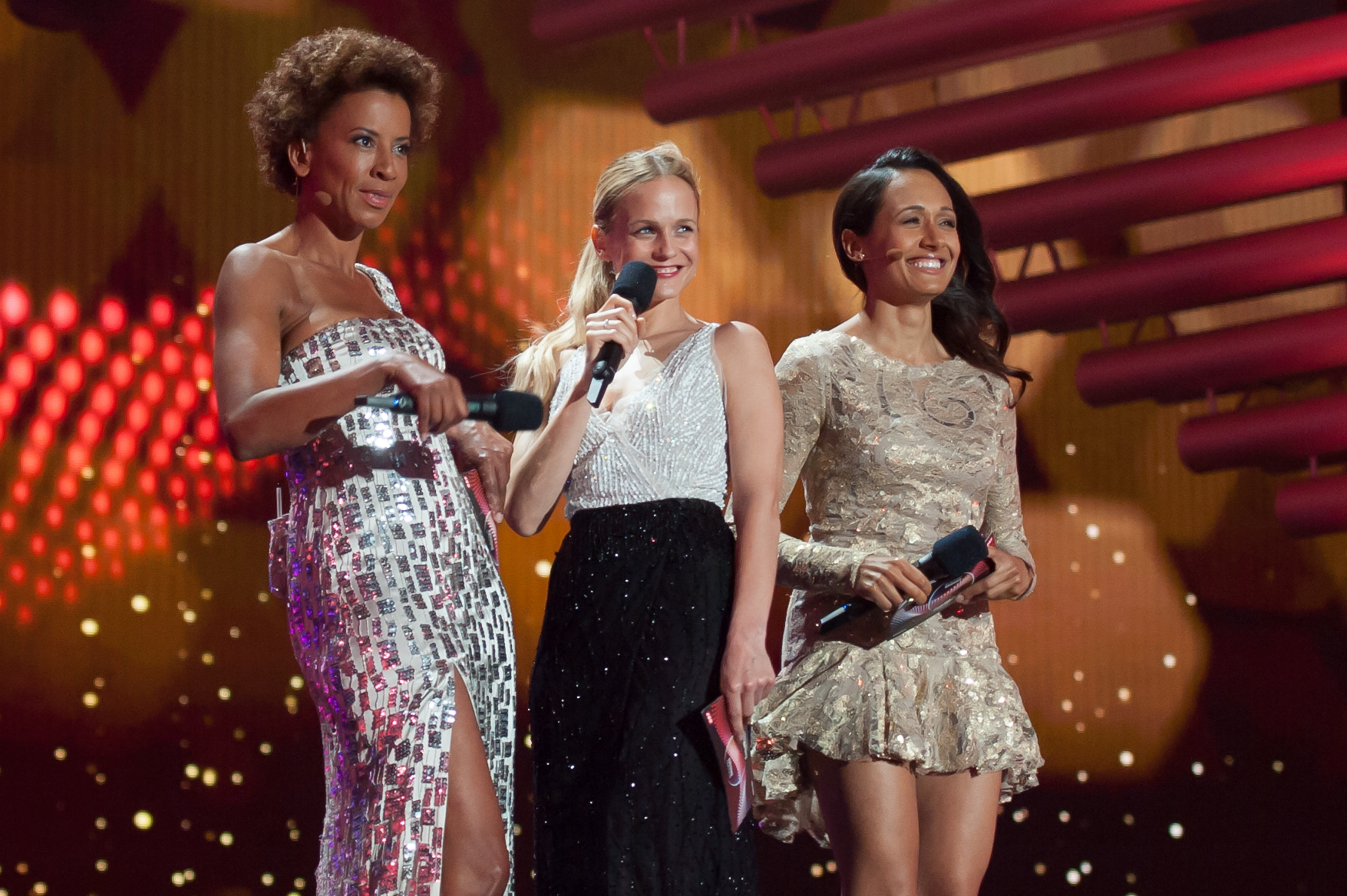
A 2015-ös dalverseny házigazdái, Arabella, Mirjam és Alice

Ausztria eddig két alkalommal rendezte a dalfesztivált, mindkét alkalommal győzelmüket követő évben, 1967-ben és 2015-ben. Mindkét évben az ország fővárosa, Bécs, adott otthont a dalfesztiválnak. A 2025-ös versenyen aratott győzelmük után a 2026-os Eurovíziós Dalfesztivált is Ausztriában fogják megrendezni.
1967-ben a Hofburg palota Großer Festsaal nevű nagy dísztermében rendezték meg az eseményt. A verseny díszlete rendkívül elegáns és látványos volt; a színpadon három forgó tükör és egy lépcsős bejárat kapott helyet a középpontban. A résztvevő országok száma 17 volt, miután Dánia visszalépett a versenytől. Ekkor szerezte meg az Egyesült Királyság első győzelmét. Érdekesség, hogy ez volt az utolsó fekete-fehérben közvetített Eurovíziós Dalfesztivál.
Conchita Wurst 2014-es győzelme után az ORF pályázatott hirdetett a rendező város kiválasztására. 2014. augusztus 6-án vált hivatalossá, hogy másodjára tér vissza a dalfesztivál az osztrák fővárosba, amelynek a 16 000 fő befogadására alkalmas Wiener Stadthalle ad otthont. A dalfesztivál hivatalos mottója Building Bridges lett, azaz Építsünk hidakat. Első alkalommal a dalfesztivál történetében három nő látta el a műsorvezetői feladatokat: Alice Tumler, Arabella Kiesbauer és Mirjam Weichselbraun. Az előző év győztese, Conchita pedig a Green Roomban beszélgetett a versenyzőkkel a dalok közötti szünetben. 2014. július 31-én mutatták be a dalfesztivál megújult logóját, melyet kifejezetten a hatvanadik Eurovíziós Dalfesztivál tiszteletére, illetve a korábbi logó tizenegy éves használata miatt készítettek el. A jubileumi dalfesztivál alkalmából Ausztrália először versenyezhetett.
| Év   | Város | Helyszín                  | Műsorvezető(k)                                                   | Résztvevők |
| ---- | ----- | ------------------------- | ---------------------------------------------------------------- | ---------- |
| 1967 | Bécs  | Großer Festsaal díszterem | Erika Vaal                                                       | 17         |
| 2015 | Bécs  | Wiener Stadthalle         | Alice Tumler, Arabella Kiesbauer, Mirjam Weichselbraun, Conchita | 40         |
| 2026 | Bécs  | Wiener Stadthalle         |                                                                  |            |

## Háttér
| Év   | Rendező           | Kommentátor                                      | Rádiós kommentátor                                                | Pontbejelentő                                    |
| ---- | ----------------- | ------------------------------------------------ | ----------------------------------------------------------------- | ------------------------------------------------ |
| 1957 | Frankfurt am Main | kommentár az ARD-n keresztül                     | Nem volt                                                          | Karl Bruck                                       |
| 1958 | Hilversum         | kommentár az ARD-n keresztül                     | Nem volt                                                          | Karl Bruck                                       |
| 1959 | Cannes            | kommentár az ARD-n keresztül                     | Nem volt                                                          | Karl Bruck                                       |
| 1960 | London            | kommentár az ARD-n keresztül                     | Nem volt                                                          | Emil Kollpacher                                  |
| 1961 | Cannes            | kommentár az ARD-n keresztül                     | Nem volt                                                          | Emil Kollpacher                                  |
| 1962 | Luxembourg        | kommentár az ARD-n keresztül                     | Nem volt                                                          | Emil Kollpacher                                  |
| 1963 | London            | kommentár az ARD-n keresztül                     | Nem volt                                                          | Emil Kollpacher                                  |
| 1964 | Koppenhága        | Willy Kralik                                     | Nem volt                                                          | Walter Richard Langer                            |
| 1965 | Nápoly            | Willy Kralik                                     | Nem volt                                                          | Walter Richard Langer                            |
| 1966 | Luxembourg        | Willy Kralik                                     | Nem volt                                                          | Walter Richard Langer                            |
| 1967 | Bécs              | Emil Kollpacher                                  | Nem volt                                                          | Walter Richard Langer                            |
| 1968 | London            | Willy Kralik                                     | Nem volt                                                          | Walter Richard Langer                            |
| 1969 | Madrid            | Willy Kralik                                     | Nem volt                                                          | Nem vettek részt                                 |
| 1970 | Amszterdam        | Ernst Grissemann                                 | Nem volt                                                          | Nem vettek részt                                 |
| 1971 | Dublin            | Ernst Grissemann                                 | Hubert Gaisbauer                                                  | N/A                                              |
| 1972 | Edinburgh         | Ernst Grissemann                                 | Hubert Gaisbauer                                                  | N/A                                              |
| 1973 | Luxembourg        | Ernst Grissemann                                 | Nem volt                                                          | Nem vettek részt                                 |
| 1974 | Brighton          | Ernst Grissemann                                 | Nem volt                                                          | Nem vettek részt                                 |
| 1975 | Stockholm         | Ernst Grissemann                                 | Nem volt                                                          | Nem vettek részt                                 |
| 1976 | Hága              | Ernst Grissemann                                 | Hubert Gaisbauer                                                  | Jenny Pippal                                     |
| 1977 | London            | Ernst Grissemann                                 | Hubert Gaisbauer                                                  | Jenny Pippal                                     |
| 1978 | Párizs            | Ernst Grissemann                                 | Walter Richard Langer                                             | Jenny Pippal                                     |
| 1979 | Jeruzsálem        | Max Schautzer                                    | Walter Richard Langer                                             | Jenny Pippal                                     |
| 1980 | Hága              | Günther Ziesel                                   | Walter Richard Langer                                             | Jenny Pippal                                     |
| 1981 | Dublin            | Ernst Grissemann                                 | Walter Richard Langer                                             | Jenny Pippal                                     |
| 1982 | Harrogate         | Ernst Grissemann                                 | Walter Richard Langer                                             | Tilia Herold                                     |
| 1983 | München           | Ernst Grissemann                                 | Rudolf Klausnitzer                                                | Tilia Herold                                     |
| 1984 | Luxembourg        | Ernst Grissemann                                 | Nem volt                                                          | Tilia Herold                                     |
| 1985 | Göteborg          | Ernst Grissemann                                 | Rudolf Klausnitzer                                                | Chris Lohner                                     |
| 1986 | Bergen            | Ernst Grissemann                                 | Hans Leitinger                                                    | Tilia Herold                                     |
| 1987 | Brüsszel          | Ernst Grissemann                                 | Hans Leitinger                                                    | Tilia Herold                                     |
| 1988 | Dublin            | Ernst Grissemann                                 | Hans Leitinger                                                    | Tilia Herold                                     |
| 1989 | Lausanne          | Ernst Grissemann                                 | Hans Leitinger                                                    | Tilia Herold                                     |
| 1990 | Zágráb            | Barbara Stöckl                                   | Rudolf Klausnitzer                                                | Tilia Herold                                     |
| 1991 | Róma              | Herbert Dobrovolny                               | Rudolf Klausnitzer                                                | Gabriele Haring                                  |
| 1992 | Malmö             | Ernst Grissemann                                 | Martin Blumenau                                                   | Andy Lee                                         |
| 1993 | Millstreet        | Ernst Grissemann                                 | Martin Blumenau                                                   | Andy Lee                                         |
| 1994 | Dublin            | Ernst Grissemann                                 | Martin Blumenau                                                   | Tilia Herold                                     |
| 1995 | Dublin            | Ernst Grissemann                                 | Stermann & Grissemann                                             | Tilia Herold                                     |
| 1996 | Oslo              | Ernst Grissemann                                 | Stermann & Grissemann                                             | Martina Rupp                                     |
| 1997 | Dublin            | Ernst Grissemann                                 | Stermann & Grissemann                                             | Adriana Zartl                                    |
| 1998 | Birmingham        | Ernst Grissemann                                 | Stermann & Grissemann                                             | Nem vettek részt                                 |
| 1999 | Jeruzsálem        | Andi Knoll                                       | Stermann & Grissemann                                             | Dodo Roščić                                      |
| 2000 | Stockholm         | Andi Knoll                                       | Stermann & Grissemann                                             | Dodo Roščić                                      |
| 2001 | Koppenhága        | Andi Knoll                                       | Stermann & Grissemann                                             | Nem vettek részt                                 |
| 2002 | Tallinn           | Andi Knoll                                       | Stermann & Grissemann                                             | Dodo Roščić                                      |
| 2003 | Riga              | Andi Knoll                                       | Martin Blumenau                                                   | Dodo Roščić                                      |
| 2004 | Isztambul         | Andi Knoll                                       | Martin Blumenau                                                   | Dodo Roščić                                      |
| 2005 | Kijev             | Andi Knoll                                       | Martin Blumenau                                                   | Dodo Roščić                                      |
| 2006 | Athén             | Andi Knoll                                       | Nem volt                                                          | Nem vettek részt                                 |
| 2007 | Helsinki          | Andi Knoll                                       | Nem volt                                                          | Eva Pölzl                                        |
| 2008 | Belgrád           | Andi Knoll                                       | Nem volt                                                          | Nem vettek részt                                 |
| 2009 | Moszkva           | Benny Hörtnagl                                   | Nem volt                                                          | Nem vettek részt                                 |
| 2010 | Oslo              | Nem vettek részt és nem közvetítették a versenyt | Nem vettek részt és nem közvetítették a versenyt                  | Nem vettek részt és nem közvetítették a versenyt |
| 2011 | Düsseldorf        | Andi Knoll                                       | Martin Blumenau & Benny Hörtnagl                                  | Kati Bellowitsch                                 |
| 2012 | Baku              | Andi Knoll                                       | Stermann & Grissemann                                             | Kati Bellowitsch                                 |
| 2013 | Malmö             | Andi Knoll                                       | Nem volt                                                          | Kati Bellowitsch                                 |
| 2014 | Koppenhága        | Andi Knoll                                       | Nem volt                                                          | Kati Bellowitsch                                 |
| 2015 | Bécs              | Andi Knoll                                       | Nem volt                                                          | Kati Bellowitsch                                 |
| 2016 | Stockholm         | Andi Knoll                                       | Nem volt                                                          | Kati Bellowitsch                                 |
| 2017 | Kijev             | Andi Knoll                                       | Nem volt                                                          | Kristina Inhof                                   |
| 2018 | Lisszabon         | Andi Knoll                                       | Nem volt                                                          | Kati Bellowitsch                                 |
| 2019 | Tel-Aviv          | Andi Knoll (összes adás) és Pænda (döntő)        | Nem volt                                                          | Philipp Hansa                                    |
| 2021 | Rotterdam         | Andi Knoll                                       | Nem volt                                                          | Philipp Hansa                                    |
| 2022 | Torino            | Andi Knoll                                       | Florian Alexander, Hannes Duscher, Kurdwin Ayub és Roland Gratzer | Philipp Hansa                                    |
| 2023 | Liverpool         | Andi Knoll                                       | Jan Böhmermann és Olli Schulz                                     | Philipp Hansa                                    |
| 2024 | Malmö             | Andi Knoll                                       | Jan Böhmermann és Olli Schulz                                     | Philipp Hansa                                    |
| 2025 | Bázel             | Andi Knoll                                       | Jan Böhmermann és Olli Schulz                                     | Philipp Hansa                                    |
| 2026 | Bécs              |                                                  |                                                                   |                                                  |

## Díjak

### Marcel Bezençon-díj
| Kategória | Év   | Előadó         | Dal                 | Zeneszerző(k) Szöveg / zene                             | Eredmény az Eurovízión | Eredmény az Eurovízión | Helyszín          |
| Kategória | Év   | Előadó         | Dal                 | Zeneszerző(k) Szöveg / zene                             | Helyezés               | Pontszám               | Helyszín          |
| --------- | ---- | -------------- | ------------------- | ------------------------------------------------------- | ---------------------- | ---------------------- | ----------------- |
| Sajtódíj  | 2014 | Conchita Wurst | Rise Like a Phoenix | Charley Mason, Joey Patulka, Ali Zuckowski, Julian Maas | 1.                     | 290                    | Dánia, Koppenhága |

## Galéria

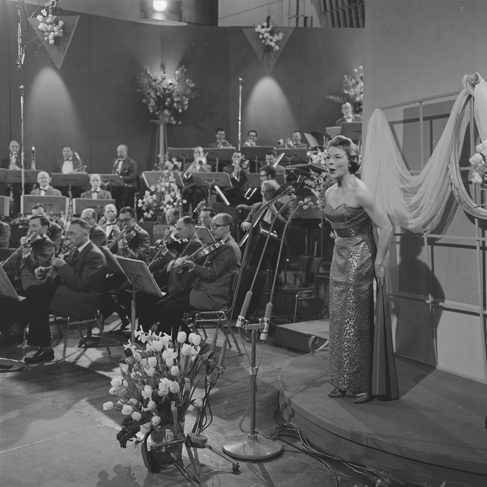
Liane Augustin Hilversumban (1958)
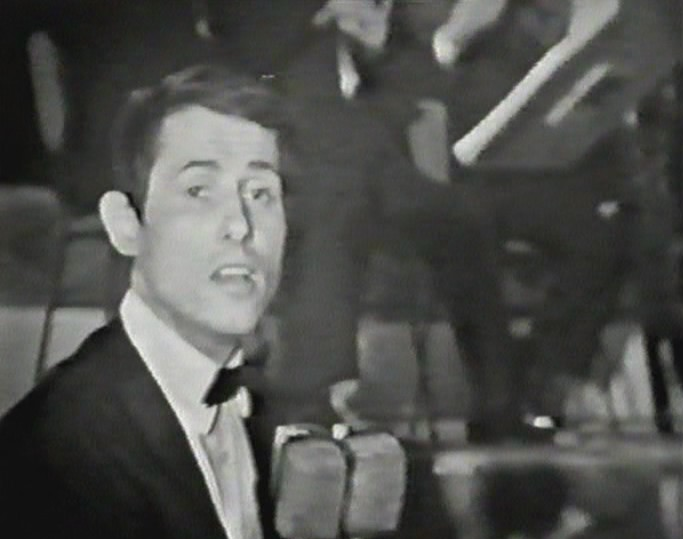
Udo Jürgens Náplyban (1965)
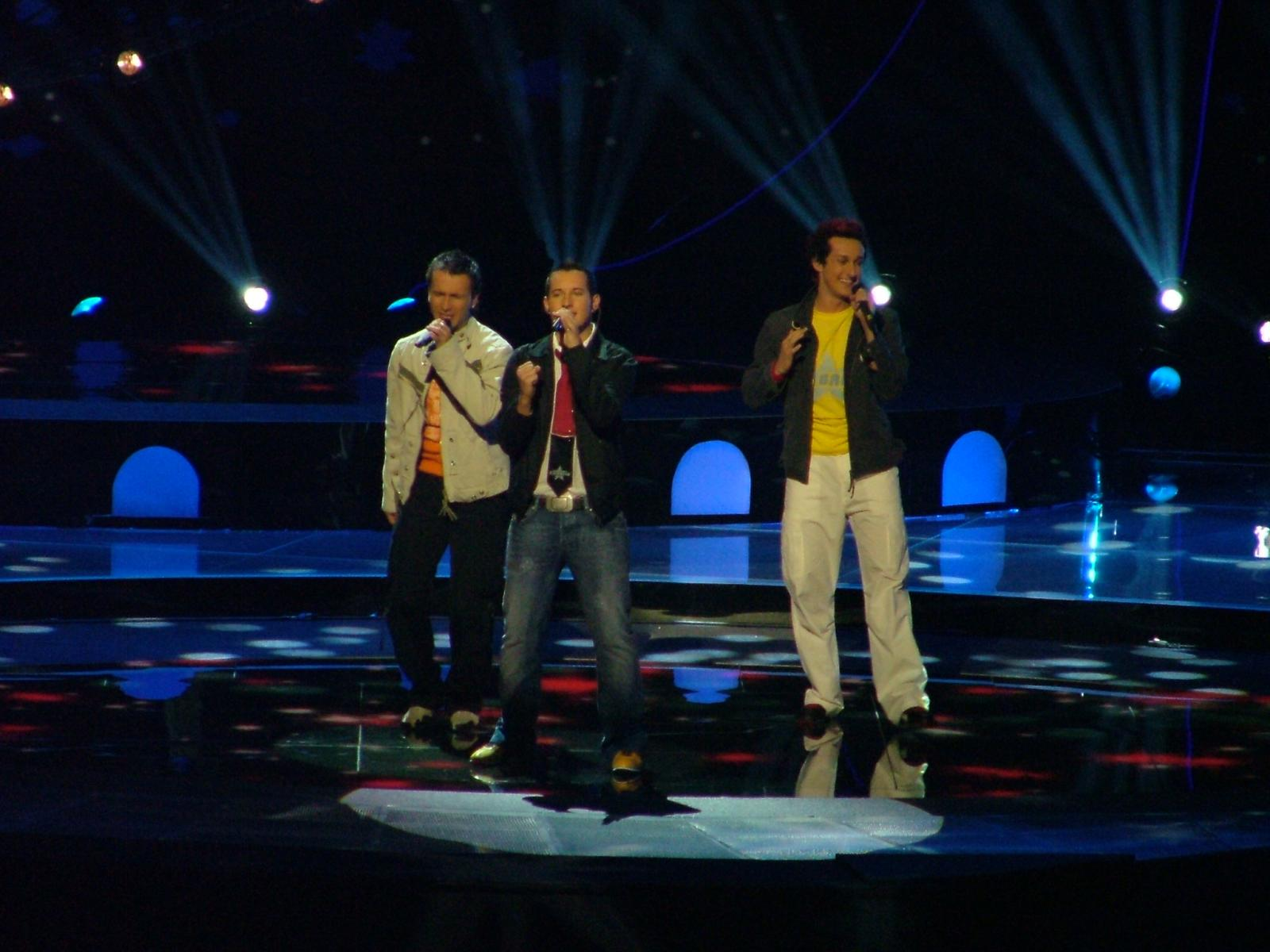
Tie Break Isztambulban (2004)
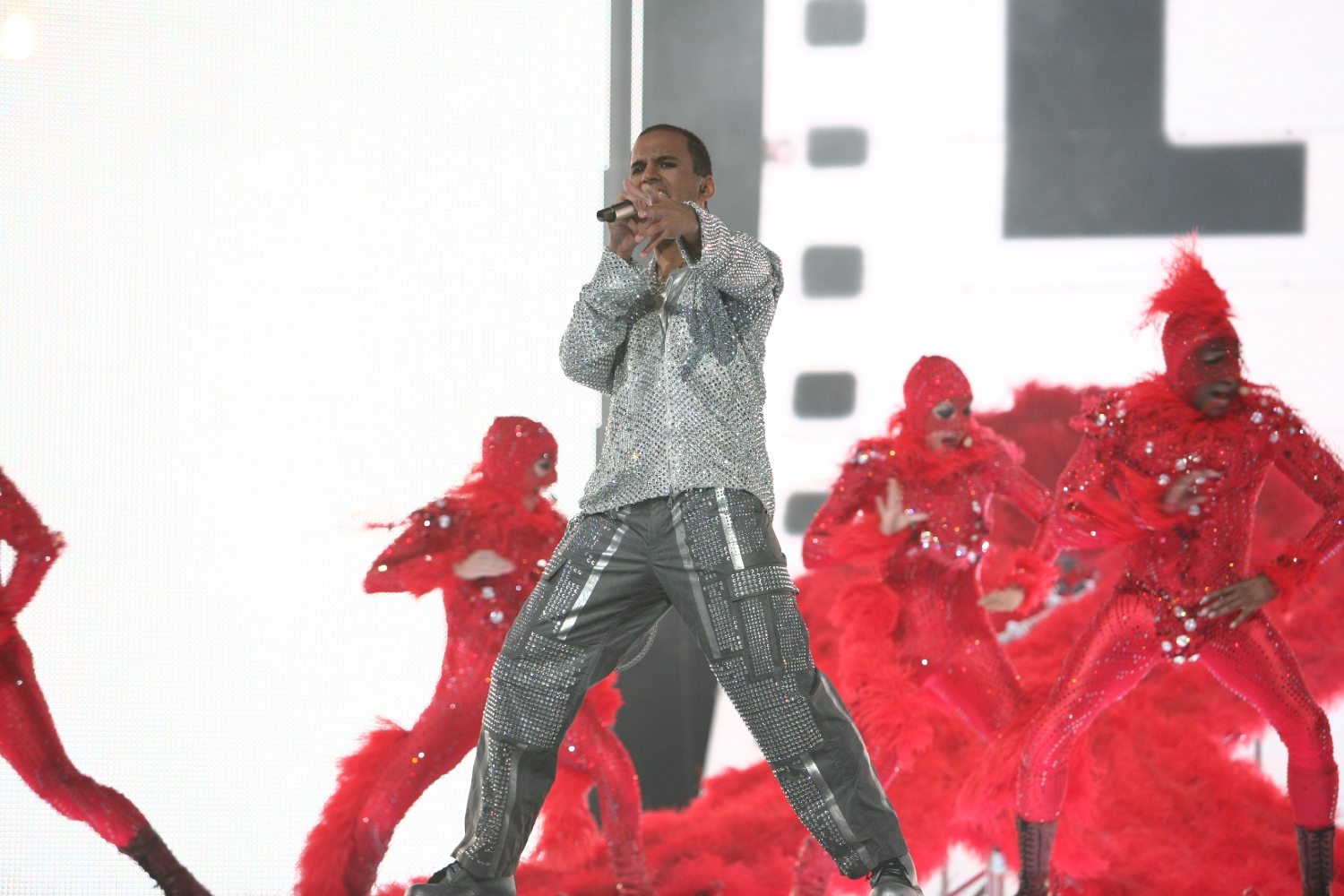
Eric Papilaya Helsinkiben (2007)
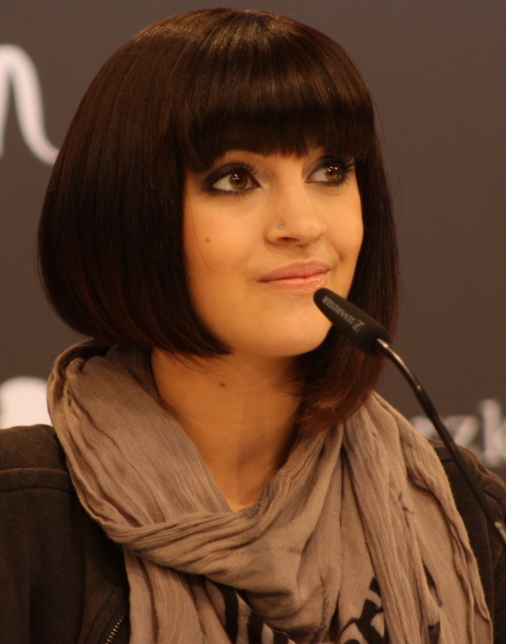
Nadine Beiler Düsseldorfban (2011)
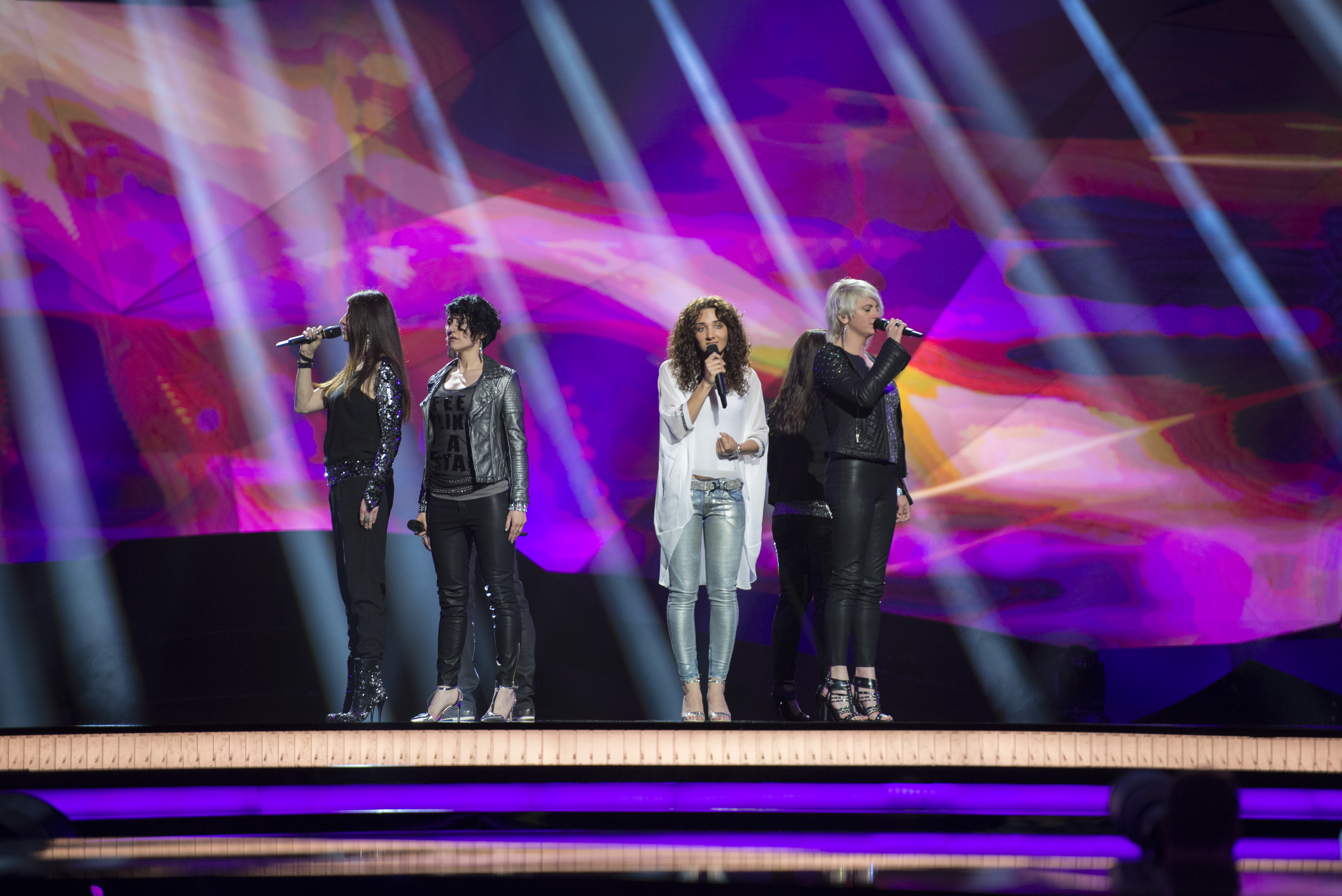
Natália Kelly Malmőben (2013)
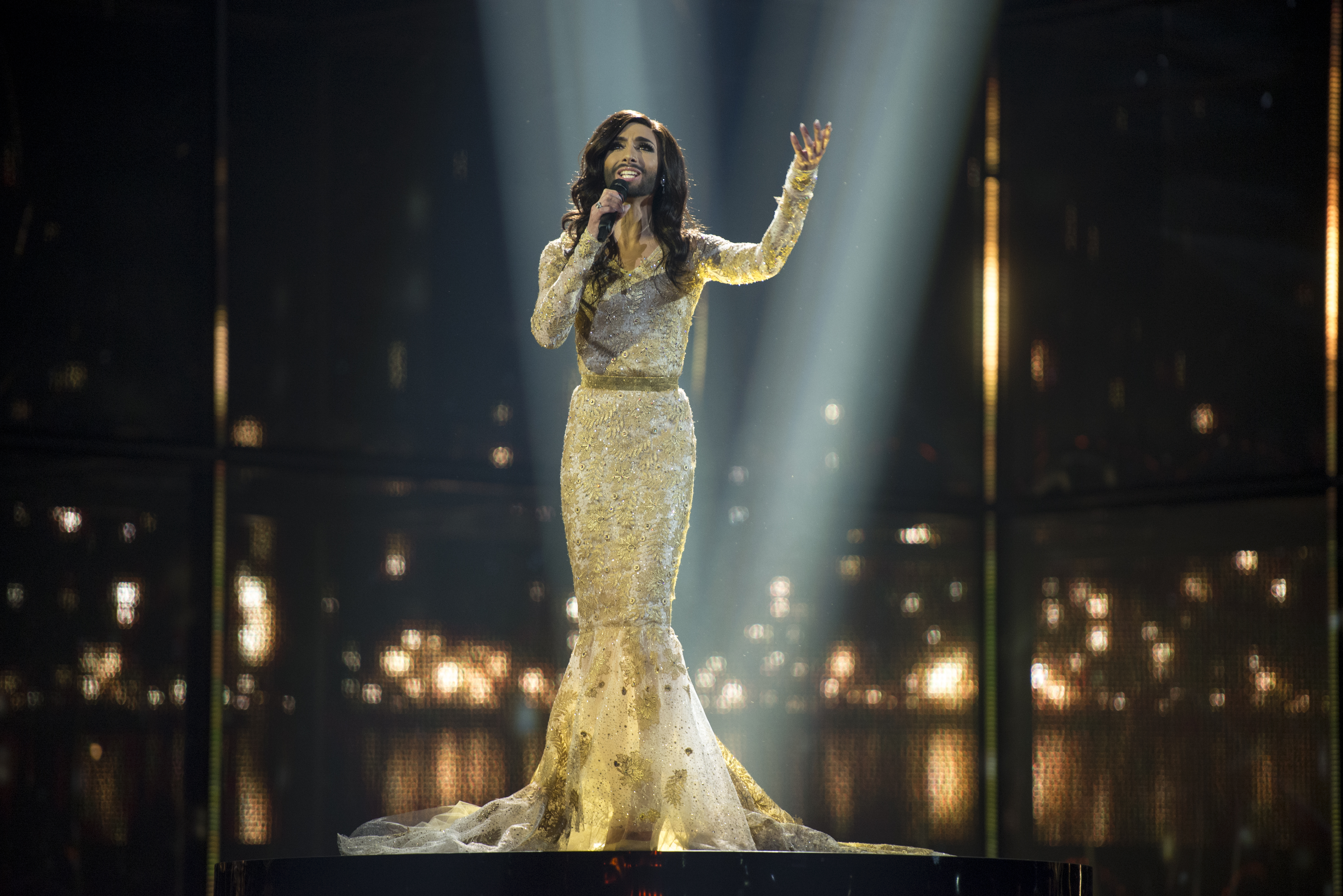
Conchita Wurst Koppenhágában (2014)
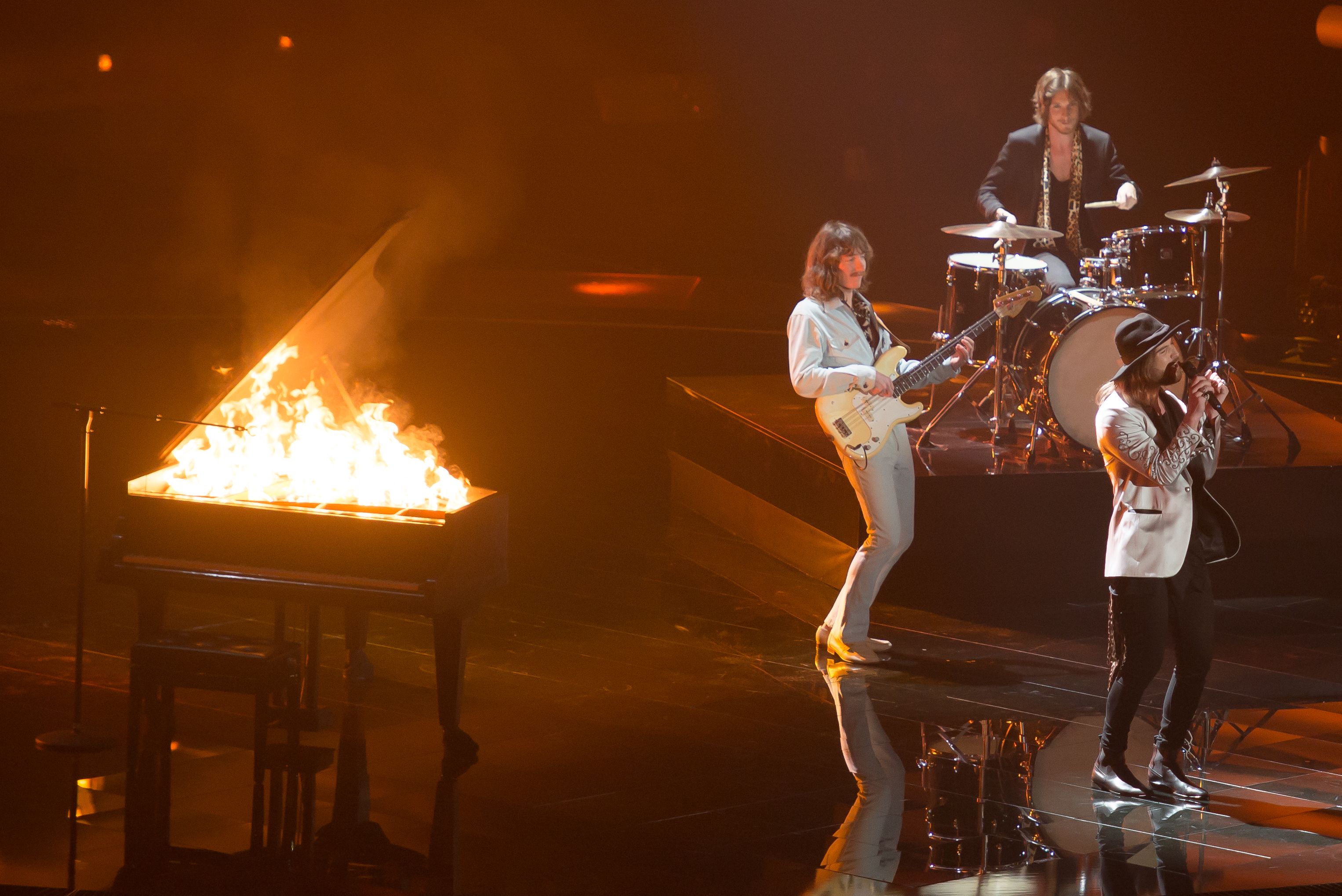
The Makemakes Bécsben (2015)
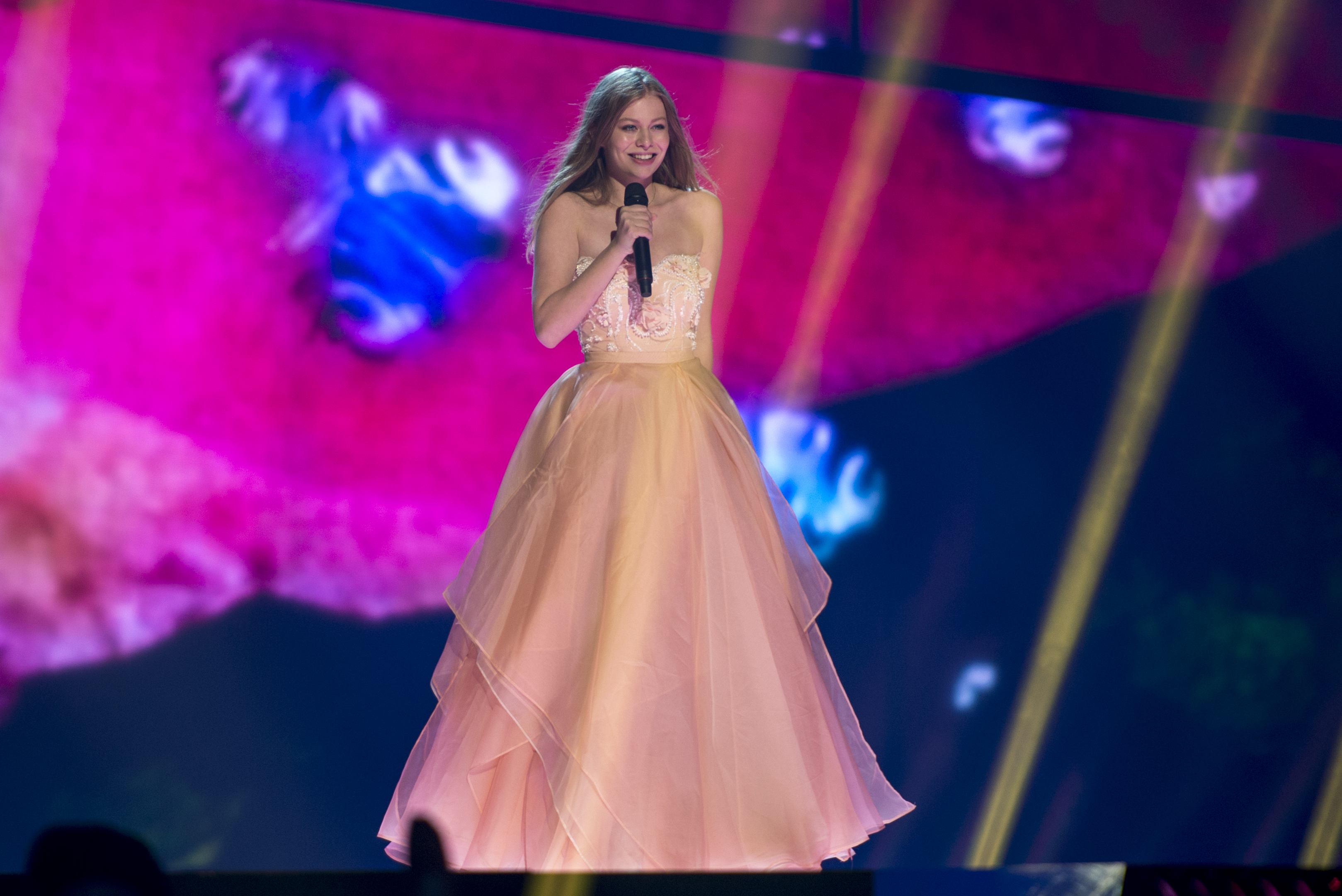
Zoë Stockholmban (2016)
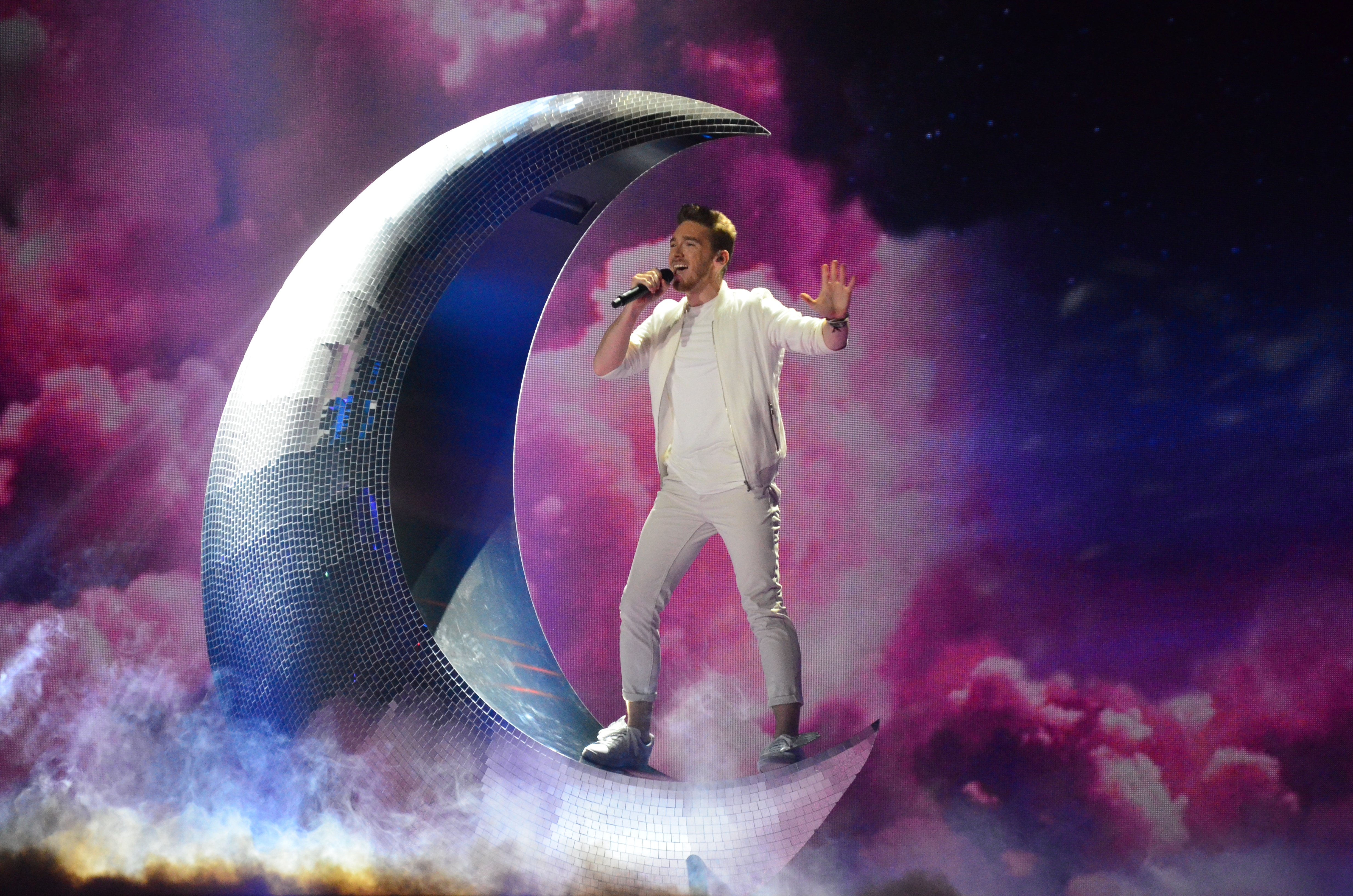
Nathan Trent Kijevben (2017)
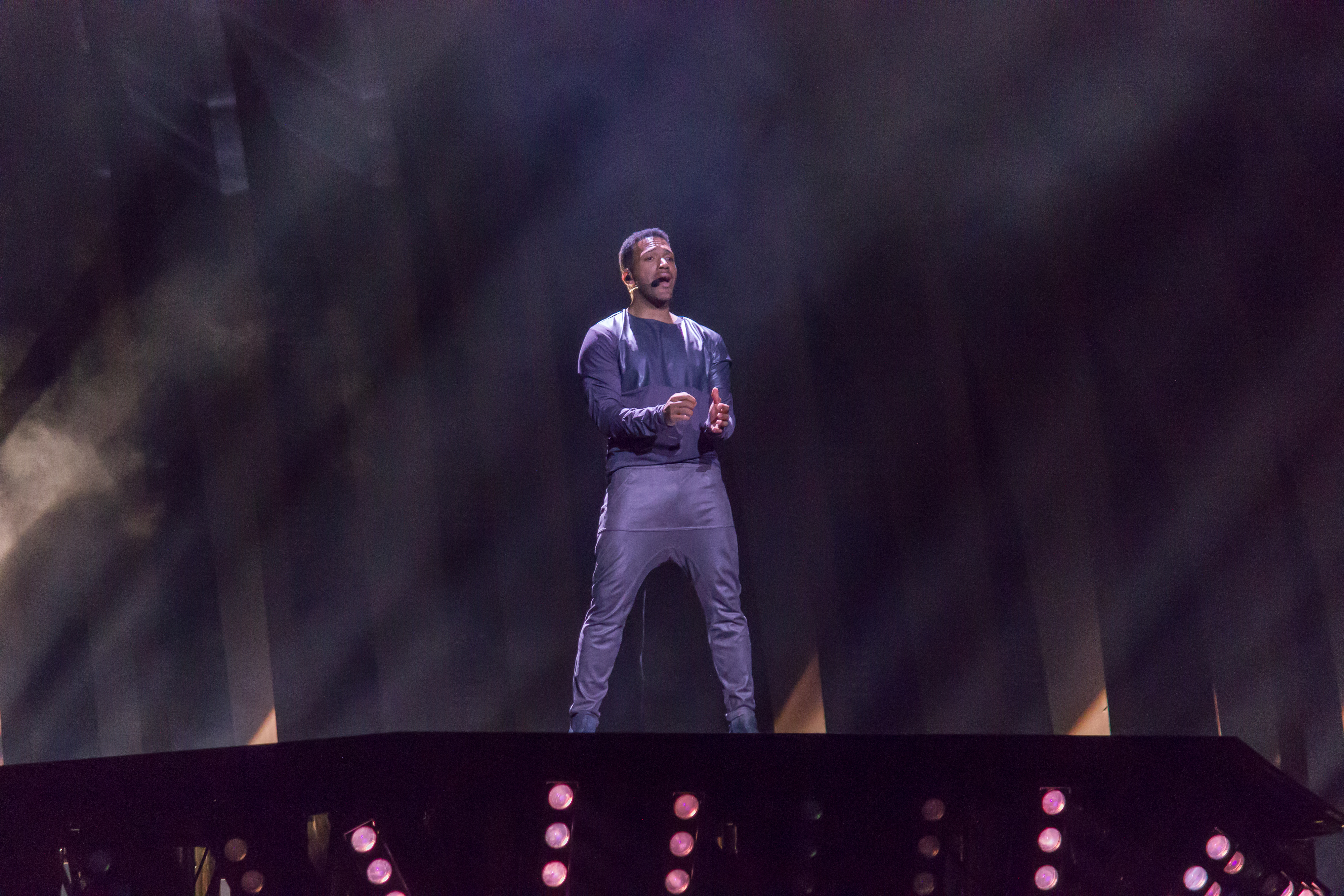
Cesár Sampson Lisszabonban (2018)
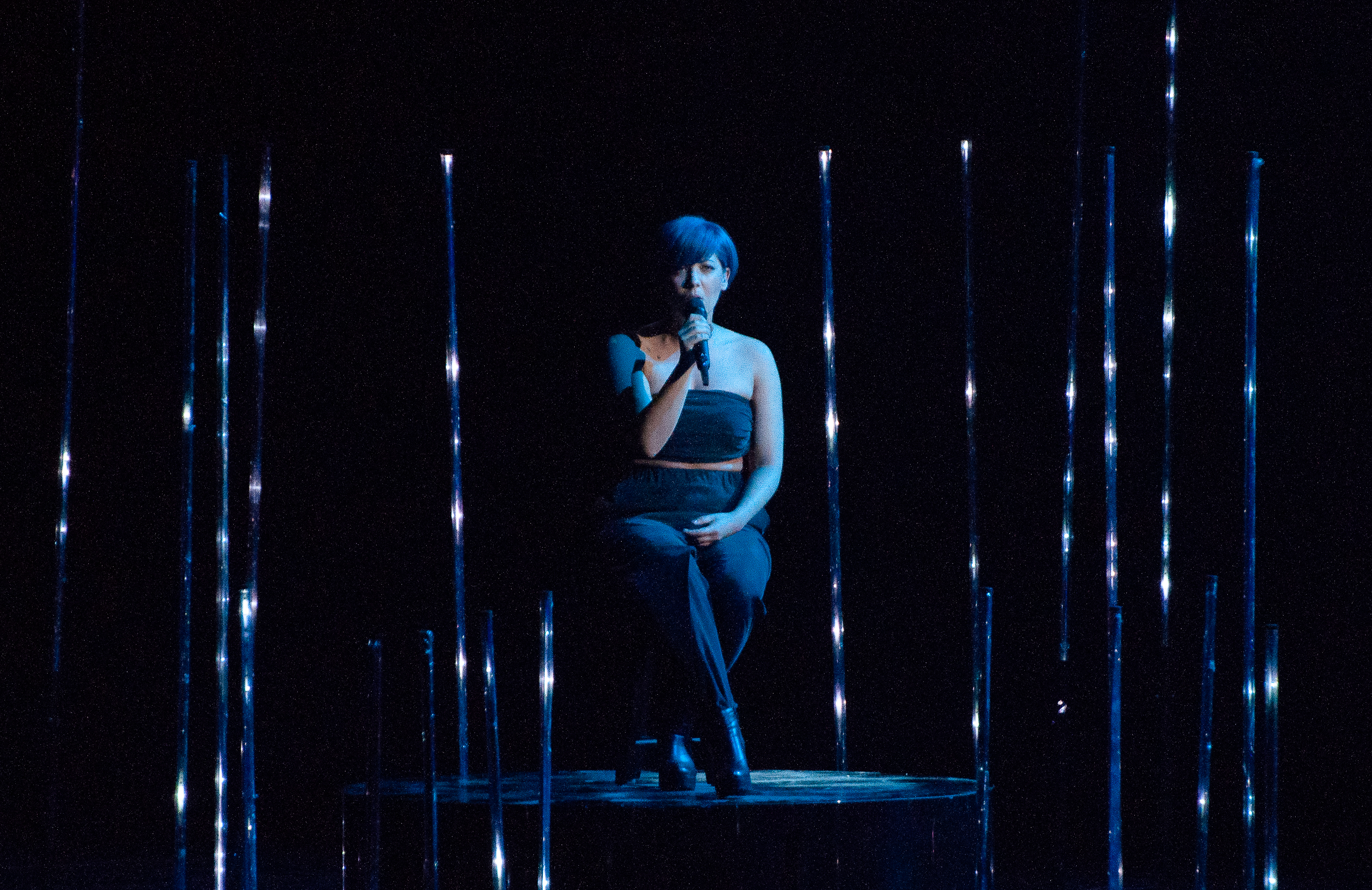
Pænda Tel-Avivban (2019)
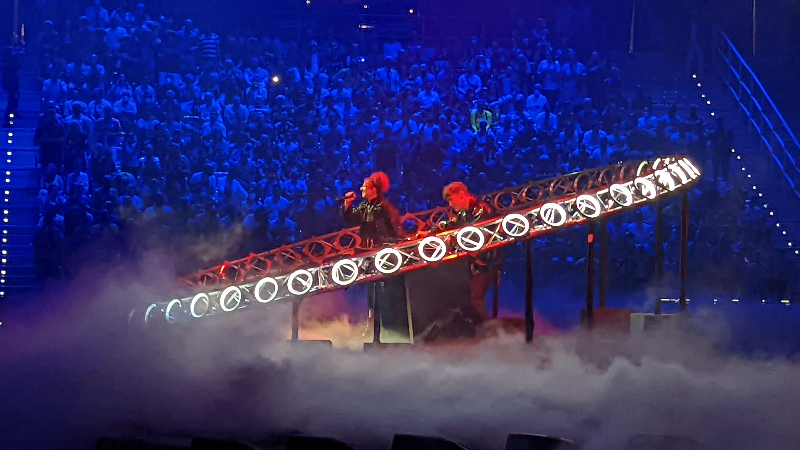
LUM!X és Pia Maria Torinóban (2022)
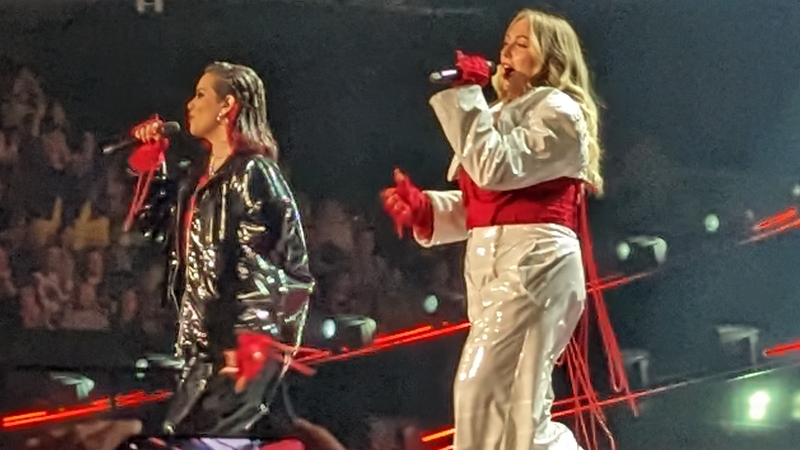
Teya & Salena Liverpoolban (2023)
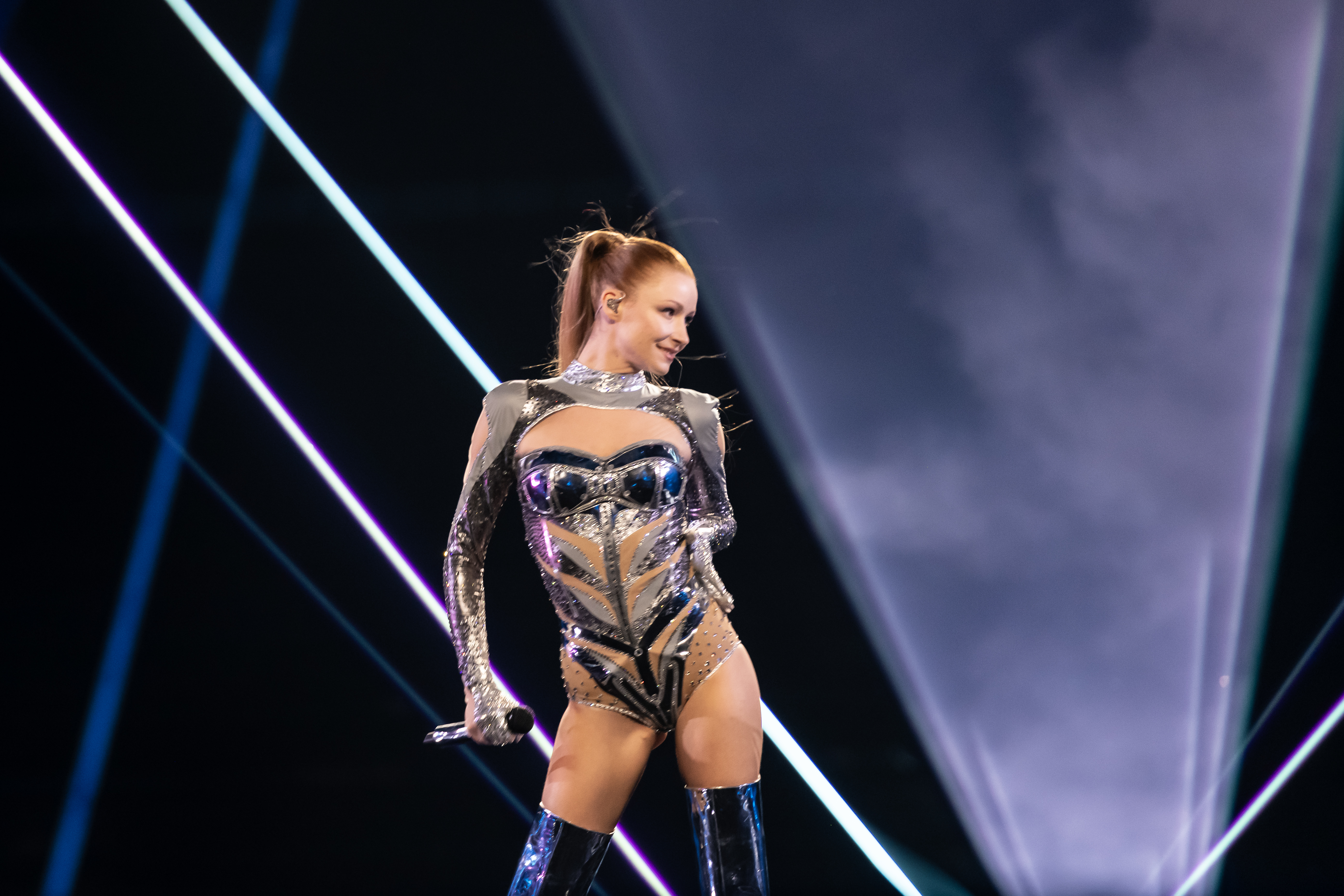
Kaleen Malmőben (2024)
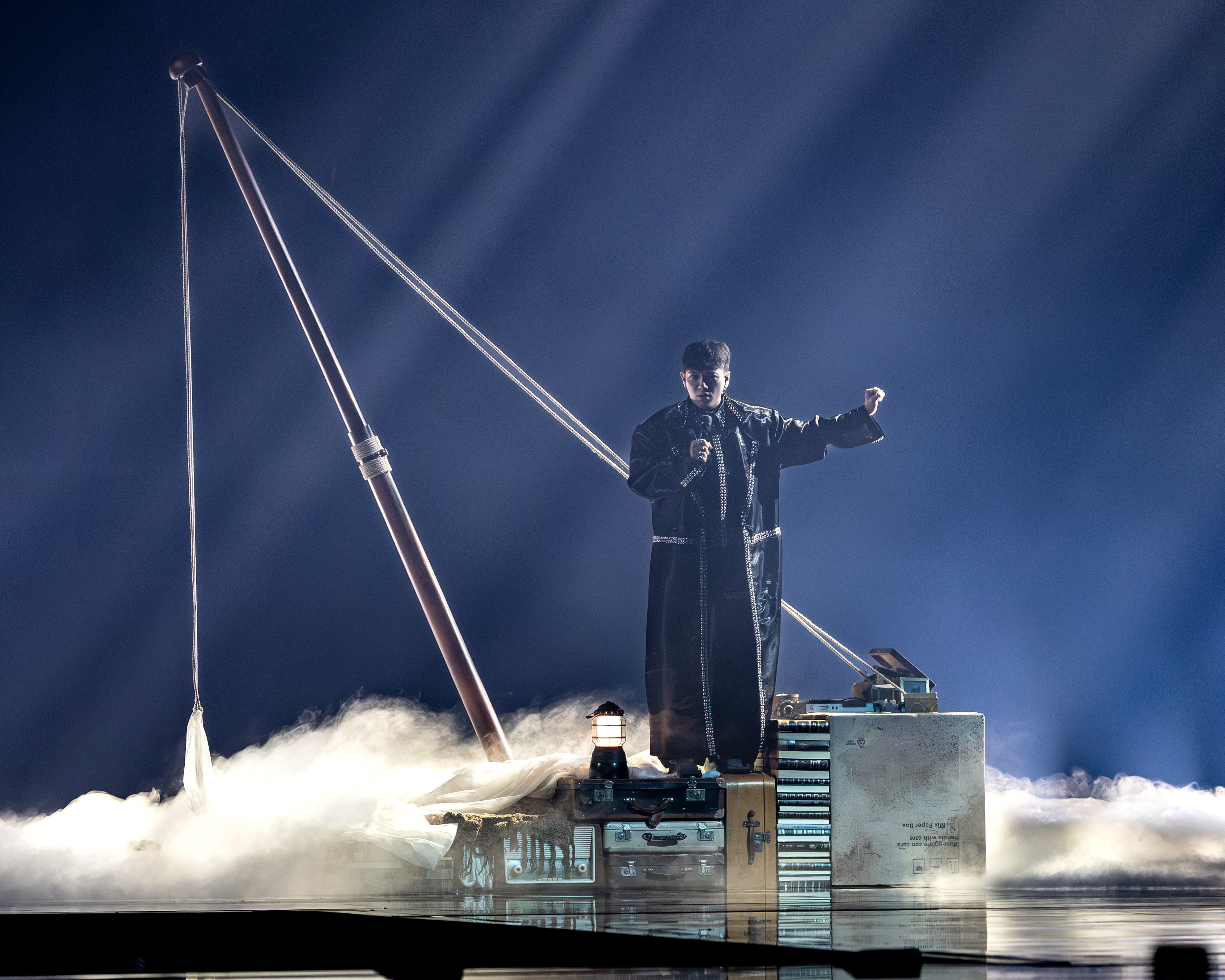
JJ Bázelben (2025)